# Groupe de NGC 337
Le groupe de NGC 337 comprend au moins quatre galaxies situées dans la constellation de la Baleine. La distance moyenne entre ce groupe et la Voie lactée est d'environ 20,7 Mpc (∼67,5 millions d'al).

## Membres
Le tableau ci-dessous liste les quatre galaxies du groupe dans l'ordre indiquées dans l'article de A.M. Garcia paru en 1993.
| Nom     | Classification | Type           | α (J2000.0)   | δ (J2000.0)  | Vitesse radiale (km/s) | Magnitude apparente | Distance (Mpc) | Dimensions (kal) |
| ------- | -------------- | -------------- | ------------- | ------------ | ---------------------- | ------------------- | -------------- | ---------------- |
| NGC 274 | SAB0^-(r) pec  | Lenticulaire   | 00h 51m 01.8s | -07° 03′ 25″ | 1750 ± 10              | 11,8                | 21,0 ± 1,5     | 43               |
| NGC 275 | SB(rs)cd pec   | Spirale barrée | 00h 51m 04.2s | -07° 04′ 00″ | 1744 ± 4               | 12,5                | 20,9 ± 1,5     | 55               |
| NGC 298 | Scd?           | Spirale        | 00h 55m 02.3s | -07° 19′ 59″ | 1753 ± 3               | 13,8                | 21,1 ± 1,5     | 49               |
| NGC 337 | SB(s)d         | Spirale barrée | 00h 59m 50.1s | -07° 34′ 41″ | 1646 ± 2               | 11,6                | 19,6 ± 1,4     | 57               |

Le site DeepskyLog permet de trouver aisément les constellations des galaxies mentionnées dans ce tableau ou si elles ne s'y trouvent pas, l'outil du site constellation permet de le faire à l'aide des coordonnées de la galaxie. Sauf indication contraire, les données proviennent du site NASA/IPAC.